# Petit Le Mans 2017
Navigation
Édition précédente Édition suivante
La 20e édition du Petit Le Mans se déroule le 7 octobre 2017.
La course compte pour l'United SportsCar Championship 2017 et constitue l'ultime manche du championnat. Elle est remportée par la Nissan Onroak DPi no 2, pilotée par Ryan Dalziel, Scott Sharp et Brendon Hartley, qui était partie en troisième position.

## Qualifications
| Pos. | Classe | No. | Équipe                                   | Voiture                 | Pilote                | Temps          | Grille |
| ---- | ------ | --- | ---------------------------------------- | ----------------------- | --------------------- | -------------- | ------ |
| 1    | P      | 6   | Team Penske                              | Oreca 07                | Hélio Castroneves     | 1 min 11 s 314 | 1      |
| 2    | P      | 22  | Tequila Patrón ESM                       | Nissan Onroak DPi       | Pipo Derani           | 1 min 11 s 475 | 2      |
| 3    | P      | 2   | Tequila Patrón ESM                       | Nissan Onroak DPi       | Brendon Hartley       | 1 min 11 s 499 | 3      |
| 4    | P      | 13  | Rebellion Racing                         | Oreca 07                | Mathias Beche         | 1 min 11 s 623 | 4      |
| 5    | P      | 90  | VisitFlorida Racing                      | Ligier JS P217          | Renger van der Zande  | 1 min 11 s 934 | 5      |
| 6    | P      | 52  | PR1/Mathiasen Motorsports                | Ligier JS P217          | Olivier Pla           | 1 min 12 s 106 | 6      |
| 7    | P      | 10  | Wayne Taylor Racing                      | Cadillac DPi-V.R        | Ricky Taylor          | 1 min 12 s 121 | 7      |
| 8    | P      | 85  | JDC Miller Motorsports                   | Oreca 07                | Mikhail Goikhberg     | 1 min 12 s 388 | 8      |
| 9    | P      | 5   | Mustang Sampling Racing                  | Cadillac DPi-V.R        | Christian Fittipaldi  | 1 min 12 s 393 | 9      |
| 10   | P      | 31  | Whelen Racing Engineering                | Cadillac DPi-V.R        | Eric Curran           | 1 min 13 s 051 | 10     |
| 11   | PC     | 38  | Performance Tech Motorsports             | Oreca FLM09             | James French          | 1 min 16 s 059 | 11     |
| 12   | PC     | 26  | BAR1 Motorsports                         | Oreca FLM09             | Garett Grist          | 1 min 17 s 244 | 12     |
| 13   | PC     | 20  | BAR1 Motorsports                         | Oreca FLM09             | Don Yount             | 1 min 17 s 628 | 13     |
| 14   | GTLM   | 62  | Risi Competizione                        | Ferrari 488 GTE         | Toni Vilander         | 1 min 17 s 660 | 14     |
| 15   | GTLM   | 67  | Ford Chip Ganassi Racing                 | Ford GT                 | Richard Westbrook     | 1 min 17 s 705 | 15     |
| 16   | GTLM   | 3   | Corvette Racing                          | Chevrolet Corvette C7.R | Antonio García        | 1 min 17 s 714 | 16     |
| 17   | GTLM   | 66  | Ford Chip Ganassi Racing                 | Ford GT                 | Joey Hand             | 1 min 17 s 729 | 17     |
| 18   | GTLM   | 25  | BMW Team RLL                             | BMW M6 GTLM             | Bill Auberlen         | 1 min 17 s 731 | 18     |
| 19   | GTLM   | 4   | Corvette Racing                          | Chevrolet Corvette C7.R | Oliver Gavin          | 1 min 17 s 823 | 19     |
| 20   | GTLM   | 24  | BMW Team RLL                             | BMW M6 GTLM             | Martin Tomczyk        | 1 min 18 s 084 | 20     |
| 21   | GTLM   | 912 | Porsche GT Team                          | Porsche 911 RSR         | Gianmaria Bruni       | 1 min 18 s 161 | 21     |
| 22   | GTLM   | 911 | Porsche GT Team                          | Porsche 911 RSR         | Patrick Pilet         | 1 min 18 s 426 | 22     |
| 23   | GTD    | 63  | Scuderia Corsa                           | Ferrari 488 GT3         | Matteo Cressoni       | 1 min 20 s 661 | 23     |
| 24   | GTD    | 93  | Michael Shank Racing with Curb-Agajanian | Acura NSX GT3           | Andy Lally            | 1 min 20 s 739 | 24     |
| 25   | GTD    | 15  | 3GT Racing                               | Lexus RC F GT3          | Jack Hawksworth       | 1 min 20 s 798 | 25     |
| 26   | GTD    | 29  | Montaplast par Land Motorsport           | Audi R8 LMS             | Sheldon van der Linde | 1 min 20 s 830 | 26     |
| 27   | GTD    | 96  | Turner Motorsport                        | BMW M6 GT3              | Jesse Krohn           | 1 min 20 s 904 | 27     |
| 28   | GTD    | 28  | Alegra Motorsports                       | Porsche 911 GT3 R       | Michael Christensen   | 1 min 20 s 968 | 28     |
| 29   | GTD    | 86  | Michael Shank Racing with Curb-Agajanian | Acura NSX GT3           | Oswaldo Negri Jr.     | 1 min 20 s 998 | 29     |
| 30   | GTD    | 16  | Change Racing                            | Lamborghini Huracán GT3 | Jeroen Mul            | 1 min 21 s 063 | 30     |
| 31   | GTD    | 14  | 3GT Racing                               | Lexus RC F GT3          | Sage Karam            | 1 min 21 s 115 | 31     |
| 32   | GTD    | 57  | Stevenson Motorsports                    | Audi R8 LMS             | Andrew Davis          | 1 min 21 s 220 | 32     |
| 33   | GTD    | 48  | Paul Miller Racing                       | Lamborghini Huracán GT3 | Madison Snow          | 1 min 21 s 393 | 33     |
| 34   | GTD    | 73  | Park Place Motorsports                   | Porsche 911 GT3 R       | Patrick Lindsey       | 1 min 21 s 470 | 34     |
| 35   | GTD    | 23  | Alex Job Racing                          | Audi R8 LMS             | Townsend Bell         | 1 min 21 s 648 | 35     |
| 36   | GTD    | 75  | SunEnergy1 Racing                        | Mercedes-AMG GT3        | Dion von Moltke       | 1 min 21 s 915 | 36     |
| 37   | GTD    | 33  | Riley Motorsports - Team AMG             | Mercedes-AMG GT3        | Ben Keating           | 1 min 21 s 959 | 37     |
| 38   | GTD    | 50  | Riley Motorsports - WeatherTech Racing   | Porsche 911 GT3 R       | Cooper MacNeil        | 1 min 22 s 177 | 38     |
| 39   | GTD    | 54  | CORE Autosport                           | Porsche 911 GT3 R       | Jon Bennett           | 1 min 23 s 379 | 39     |

## Résultats
Voici le classement officiel au terme de la course.
- Les vainqueurs de chaque catégorie sont signalés par un fond jauni.
- Pour la colonne Pneus, il faut passer le curseur au-dessus du modèle pour connaître le manufacturier de pneumatiques.

| Pos | Cat  | Pc | n°  | Équipe                                   | Pilotes                                                    | Châssis                       | Pneus | Tours |
| Pos | Cat  | Pc | n°  | Équipe                                   | Pilotes                                                    | Moteur                        | Pneus | Tours |
| --- | ---- | -- | --- | ---------------------------------------- | ---------------------------------------------------------- | ----------------------------- | ----- | ----- |
| 1   | P    | 1  | 2   | Tequila Patrón ESM                       | Scott Sharp Ryan Dalziel Brendon Hartley                   | Nissan Onroak DPi             | C     | 402   |
| 1   | P    | 1  | 2   | Tequila Patrón ESM                       | Scott Sharp Ryan Dalziel Brendon Hartley                   | Nissan 3.8 L V6 Turbo         | C     | 402   |
| 2   | P    | 2  | 31  | Whelen Engineering Racing                | Dane Cameron Eric Curran Mike Conway                       | Cadillac DPi-V.R              | C     | 402   |
| 2   | P    | 2  | 31  | Whelen Engineering Racing                | Dane Cameron Eric Curran Mike Conway                       | Cadillac 6.2 L V8             | C     | 402   |
| 3   | P    | 3  | 6   | Team Penske                              | Hélio Castroneves Juan Pablo Montoya Simon Pagenaud        | Oreca 07                      | C     | 402   |
| 3   | P    | 3  | 6   | Team Penske                              | Hélio Castroneves Juan Pablo Montoya Simon Pagenaud        | Gibson GK428 4.2 L V8         | C     | 402   |
| 4   | P    | 4  | 22  | Tequila Patrón ESM                       | Pipo Derani Johannes van Overbeek Bruno Senna              | Nissan Onroak DPi             | C     | 402   |
| 4   | P    | 4  | 22  | Tequila Patrón ESM                       | Pipo Derani Johannes van Overbeek Bruno Senna              | Nissan 3.8 L V6 Turbo         | C     | 402   |
| 5   | P    | 5  | 5   | Mustang Sampling Racing                  | Christian Fittipaldi João Barbosa Filipe Albuquerque       | Chevrolet Corvette DP         | C     | 401   |
| 5   | P    | 5  | 5   | Mustang Sampling Racing                  | Christian Fittipaldi João Barbosa Filipe Albuquerque       | Chevrolet LS9 5.5 L V8        | C     | 401   |
| 6   | P    | 6  | 85  | JDC Miller Motorsports                   | Mikhail Goikhberg Stephen Simpson Chris Miller             | Oreca FLM09                   | C     | 399   |
| 6   | P    | 6  | 85  | JDC Miller Motorsports                   | Mikhail Goikhberg Stephen Simpson Chris Miller             | Chevrolet 6.2 L V8            | C     | 399   |
| 7   | GTLM | 1  | 25  | BMW Team RLL                             | Bill Auberlen Alexander Sims Nick Catsburg                 | BMW M6 GTLM                   | M     | 392   |
| 7   | GTLM | 1  | 25  | BMW Team RLL                             | Bill Auberlen Alexander Sims Nick Catsburg                 | BMW 4.4 L V8 Turbo            | M     | 392   |
| 8   | GTLM | 2  | 3   | Corvette Racing                          | Antonio García Jan Magnussen Mike Rockenfeller             | Chevrolet Corvette C7.R       | M     | 392   |
| 8   | GTLM | 2  | 3   | Corvette Racing                          | Antonio García Jan Magnussen Mike Rockenfeller             | Chevrolet LT5.5 5.5 L V8      | M     | 392   |
| 9   | GTLM | 3  | 62  | Risi Competizione                        | Giancarlo Fisichella Toni Vilander Alessandro Pier Guidi   | Ferrari 488 GTE               | M     | 392   |
| 9   | GTLM | 3  | 62  | Risi Competizione                        | Giancarlo Fisichella Toni Vilander Alessandro Pier Guidi   | Ferrari F154CB 3.9 L V8 Turbo | M     | 392   |
| 10  | GTLM | 4  | 4   | Corvette Racing                          | Oliver Gavin Tommy Milner Marcel Fässler                   | Chevrolet Corvette C7.R       | M     | 392   |
| 10  | GTLM | 4  | 4   | Corvette Racing                          | Oliver Gavin Tommy Milner Marcel Fässler                   | Chevrolet LT5.5 5.5 L V8      | M     | 392   |
| 11  | GTLM | 5  | 912 | Porsche GT Team                          | Laurens Vanthoor Gianmaria Bruni Earl Bamber               | Porsche 911 RSR               | M     | 392   |
| 11  | GTLM | 5  | 912 | Porsche GT Team                          | Laurens Vanthoor Gianmaria Bruni Earl Bamber               | Porsche 4.0 L Flat-6          | M     | 392   |
| 12  | GTLM | 6  | 911 | Porsche GT Team                          | Patrick Pilet Dirk Werner Nick Tandy                       | Porsche 911 RSR               | M     | 392   |
| 12  | GTLM | 6  | 911 | Porsche GT Team                          | Patrick Pilet Dirk Werner Nick Tandy                       | Porsche 4.0 L Flat-6          | M     | 392   |
| 13  | GTLM | 7  | 66  | Ford Chip Ganassi Racing                 | Joey Hand Dirk Müller Sébastien Bourdais                   | Ford GT                       | M     | 392   |
| 13  | GTLM | 7  | 66  | Ford Chip Ganassi Racing                 | Joey Hand Dirk Müller Sébastien Bourdais                   | Ford EcoBoost 3.5 L V6 Turbo  | M     | 392   |
| 14  | GTLM | 8  | 67  | Ford Chip Ganassi Racing                 | Ryan Briscoe Richard Westbrook Scott Dixon                 | Ford GT                       | M     | 390   |
| 14  | GTLM | 8  | 67  | Ford Chip Ganassi Racing                 | Ryan Briscoe Richard Westbrook Scott Dixon                 | Ford EcoBoost 3.5 L V6 Turbo  | M     | 390   |
| 15  | PC   | 1  | 26  | BAR1 Motorsports                         | Tomy Drissi Garett Grist John Falb                         | Oreca FLM09                   | C     | 384   |
| 15  | PC   | 1  | 26  | BAR1 Motorsports                         | Tomy Drissi Garett Grist John Falb                         | Chevrolet 6.2 L V8            | C     | 384   |
| 16  | GTD  | 1  | 29  | Montaplast par Land Motorsport           | Connor De Phillippi Christopher Mies Sheldon van der Linde | Audi R8 LMS                   | C     | 382   |
| 16  | GTD  | 1  | 29  | Montaplast par Land Motorsport           | Connor De Phillippi Christopher Mies Sheldon van der Linde | Audi 5.2 L V10                | C     | 382   |
| 17  | GTD  | 2  | 28  | Alegra Motorsports                       | Daniel Morad Michael Christensen Michael de Quesada        | Porsche 911 GT3 R             | C     | 382   |
| 17  | GTD  | 2  | 28  | Alegra Motorsports                       | Daniel Morad Michael Christensen Michael de Quesada        | Porsche 4.0 L Flat-6          | C     | 382   |
| 18  | GTD  | 3  | 73  | Park Place Motorsports                   | Patrick Lindsey Jörg Bergmeister Matthew McMurry           | Porsche 911 GT3 R             | C     | 382   |
| 18  | GTD  | 3  | 73  | Park Place Motorsports                   | Patrick Lindsey Jörg Bergmeister Matthew McMurry           | Porsche 4.0 L Flat-6          | C     | 382   |
| 19  | GTD  | 4  | 33  | Riley Motorsports - Team AMG             | Jeroen Bleekemolen Ben Keating Mario Farnbacher            | Mercedes-AMG GT3              | C     | 381   |
| 19  | GTD  | 4  | 33  | Riley Motorsports - Team AMG             | Jeroen Bleekemolen Ben Keating Mario Farnbacher            | Mercedes-AMG M159 6.2 L V8    | C     | 381   |
| 20  | P    | 7  | 90  | VisitFlorida Racing                      | Marc Goossens Renger van der Zande Jonathan Bomarito       | Ligier JS P217                | C     | 380   |
| 20  | P    | 7  | 90  | VisitFlorida Racing                      | Marc Goossens Renger van der Zande Jonathan Bomarito       | Gibson GK428 4.2 L V8         | C     | 380   |
| 21  | GTD  | 5  | 54  | CORE Autosport                           | Jon Bennett Colin Braun Niclas Jönsson                     | Porsche 911 GT3 R             | C     | 380   |
| 21  | GTD  | 5  | 54  | CORE Autosport                           | Jon Bennett Colin Braun Niclas Jönsson                     | Porsche 4.0 L Flat-6          | C     | 380   |
| 22  | GTD  | 6  | 23  | Alex Job Racing                          | Townsend Bell Bill Sweedler Frank Montecalvo               | Audi R8 LMS                   | C     | 380   |
| 22  | GTD  | 6  | 23  | Alex Job Racing                          | Townsend Bell Bill Sweedler Frank Montecalvo               | Audi 5.2 L V10                | C     | 380   |
| 23  | PC   | 2  | 20  | BAR1 Motorsports                         | Don Yount Buddy Rice Daniel Burkett (en)                   | Oreca FLM09                   | C     | 376   |
| 23  | PC   | 2  | 20  | BAR1 Motorsports                         | Don Yount Buddy Rice Daniel Burkett (en)                   | Chevrolet 6.2 L V8            | C     | 376   |
| 24  | GTD  | 7  | 48  | Paul Miller Racing                       | Bryan Sellers Madison Snow Trent Hindman                   | Lamborghini Huracán GT3       | C     | 375   |
| 24  | GTD  | 7  | 48  | Paul Miller Racing                       | Bryan Sellers Madison Snow Trent Hindman                   | Lamborghini 5.2 L V10         | C     | 375   |
| 25  | PC   | 3  | 38  | Performance Tech Motorsports             | James French Patricio O'Ward Kyle Masson                   | Oreca FLM09                   | C     | 367   |
| 25  | PC   | 3  | 38  | Performance Tech Motorsports             | James French Patricio O'Ward Kyle Masson                   | Chevrolet 6.2 L V8            | C     | 367   |
| 26  | GTD  | 8  | 15  | 3GT Racing                               | Jack Hawksworth Austin Cindric Scott Pruett                | Lexus RC F GT3                | C     | 364   |
| 26  | GTD  | 8  | 15  | 3GT Racing                               | Jack Hawksworth Austin Cindric Scott Pruett                | Lexus 5.0 L V8                | C     | 364   |
| 27  | GTD  | 9  | 63  | Scuderia Corsa                           | Alessandro Balzan Christina Nielsen Matteo Cressoni        | Ferrari 488 GT3               | C     | 349   |
| 27  | GTD  | 9  | 63  | Scuderia Corsa                           | Alessandro Balzan Christina Nielsen Matteo Cressoni        | Ferrari F154CB 3.9 L Turbo V8 | C     | 349   |
| 28  | GTLM | 9  | 24  | BMW Team RLL                             | John Edwards Martin Tomczyk Kuno Wittmer                   | BMW M6 GTLM                   | M     | 338   |
| 28  | GTLM | 9  | 24  | BMW Team RLL                             | John Edwards Martin Tomczyk Kuno Wittmer                   | BMW 4.4 L Turbo V8            | M     | 338   |
| 29  | GTD  | 10 | 14  | 3GT Racing                               | Sage Karam Ian James Robert Alon                           | Lexus RC F GT3                | C     | 308   |
| 29  | GTD  | 10 | 14  | 3GT Racing                               | Sage Karam Ian James Robert Alon                           | Lexus 5.0 L V8                | C     | 308   |
| 30  | GTD  | 11 | 16  | Change Racing                            | Corey Lewis Jeroen Mul Brett Sandberg                      | Lamborghini Huracán GT3       | C     | 300   |
| 30  | GTD  | 11 | 16  | Change Racing                            | Corey Lewis Jeroen Mul Brett Sandberg                      | Lamborghini 5.2 L V10         | C     | 300   |
| 31  | GTD  | 12 | 86  | Michael Shank Racing with Curb-Agajanian | Oswaldo Negri Jr. Jeff Segal Tom Dyer                      | Acura NSX GT3                 | C     | 292   |
| 31  | GTD  | 12 | 86  | Michael Shank Racing with Curb-Agajanian | Oswaldo Negri Jr. Jeff Segal Tom Dyer                      | Acura 3.5 L Turbo V6          | C     | 292   |
| 32  | GTD  | 13 | 57  | Stevenson Motorsports                    | Lawson Aschenbach Andrew Davis Matt Bell (en)              | Audi R8 LMS                   | C     | 229   |
| 32  | GTD  | 13 | 57  | Stevenson Motorsports                    | Lawson Aschenbach Andrew Davis Matt Bell (en)              | Audi 5.2 L V10                | C     | 229   |
| 33  | GTD  | 14 | 93  | Michael Shank Racing with Curb-Agajanian | Andy Lally Katherine Legge Mark Wilkins (en)               | Acura NSX GT3                 | C     | 219   |
| 33  | GTD  | 14 | 93  | Michael Shank Racing with Curb-Agajanian | Andy Lally Katherine Legge Mark Wilkins (en)               | Acura 3.5 L Turbo V6          | C     | 219   |
| 34  | GTD  | 15 | 96  | Turner Motorsport                        | Jens Klingmann Justin Marks Jesse Krohn                    | BMW M6 GT3                    | C     | 213   |
| 34  | GTD  | 15 | 96  | Turner Motorsport                        | Jens Klingmann Justin Marks Jesse Krohn                    | BMW 4.4 L Turbo V8            | C     | 213   |
| 35  | GTD  | 16 | 75  | SunEnergy1 Racing                        | Tristan Vautier Kenny Habul Dion von Moltke                | Mercedes-AMG GT3              | C     | 210   |
| 35  | GTD  | 16 | 75  | SunEnergy1 Racing                        | Tristan Vautier Kenny Habul Dion von Moltke                | Mercedes-AMG M159 6.2 L V8    | C     | 210   |
| 36  | P    | 8  | 13  | Rebellion Racing                         | Nick Heidfeld Mathias Beche Gustavo Menezes                | Oreca 07                      | C     | 205   |
| 36  | P    | 8  | 13  | Rebellion Racing                         | Nick Heidfeld Mathias Beche Gustavo Menezes                | Gibson GK428 4.2 L V8         | C     | 205   |
| 37  | P    | 9  | 10  | Wayne Taylor Racing                      | Jordan Taylor Ricky Taylor Ryan Hunter-Reay                | Cadillac DPi-V.R              | C     | 97    |
| 37  | P    | 9  | 10  | Wayne Taylor Racing                      | Jordan Taylor Ricky Taylor Ryan Hunter-Reay                | Cadillac 6.2 L V8             | C     | 97    |
| 38  | P    | 10 | 52  | PR1/Mathiasen Motorsports                | José Gutiérrez Olivier Pla Julien Canal                    | Ligier JS P217                | C     | 62    |
| 38  | P    | 10 | 52  | PR1/Mathiasen Motorsports                | José Gutiérrez Olivier Pla Julien Canal                    | Gibson GK428 4.2 L V8         | C     | 62    |
| 39  | GTD  | 17 | 50  | Riley Motorsports - Team AMG             | Gunnar Jeannette Cooper MacNeil Patrick Long               | Porsche 911 GT3 R             | C     | 15    |
| 39  | GTD  | 17 | 50  | Riley Motorsports - Team AMG             | Gunnar Jeannette Cooper MacNeil Patrick Long               | Porsche 4.0 L Flat-6          | C     | 15    |